# Оклахома Кид
Оклахома Кид (енгл. The Oklahoma Kid) је вестерн режисера Лојда Бејкона са Џејмсом Кегнијем и Хамфријем Богартом у главним улогама. 

## Улоге
| Глумац        | Улога                        |
| ------------- | ---------------------------- |
| Џејмс Кегни   | Џим Кинкејд (Оклахома Кид)   |
| Хамфри Богарт | Вип Макорд                   |
| Розмери Лејн  | Џејн Хардвик                 |
| Доналд Крисп  | судија Хардвик               |
| Харви Стивенс | Нед Кинкејд                  |
| Хју Садерн    | Џон Кинкејд                  |
| Чарлс Мидлтон | Алек Мартин                  |
| Едвард Поли   | Ејс Дулин                    |
| Ворд Бонд     | Вес Хендли                   |
| Лу Харви      | Ед Керли                     |
| Тревор Бардет | Индијанац Џо Паско           |
| Џон Милџан    | Ринго (адвокат)              |
| Стјуарт Холмс | Гровер Кливленд (непотписан) |